# Soulman
Pour les articles homonymes, voir Soul Man (homonymie).
Soulman est une chanson de Ben l'Oncle Soul enregistrée en 2009, pour l'album Ben l'Oncle Soul  sorti en 2010.

## Historique
Sortie le 17 mai 2010 sur l'album puis en septembre 2010 en disque, elle a été classée 14e en France en janvier 2011.
Cette chanson fait référence à de nombreux faits  marquants, comme les premiers pas de Neil Armstrong sur la Lune.

## Classements
| Classement (2010-2011)                  | Meilleure place |
| --------------------------------------- | --------------- |
| Belgique (Wallonie Ultratop 50 Singles) | 16              |
| France (SNEP)                           | 14              |
| Pays-Bas (Single Top 100)               | 39              |
| Suisse (Schweizer Hitparade)            | 63              |